# Concerto di Beethoven del 22 dicembre 1808

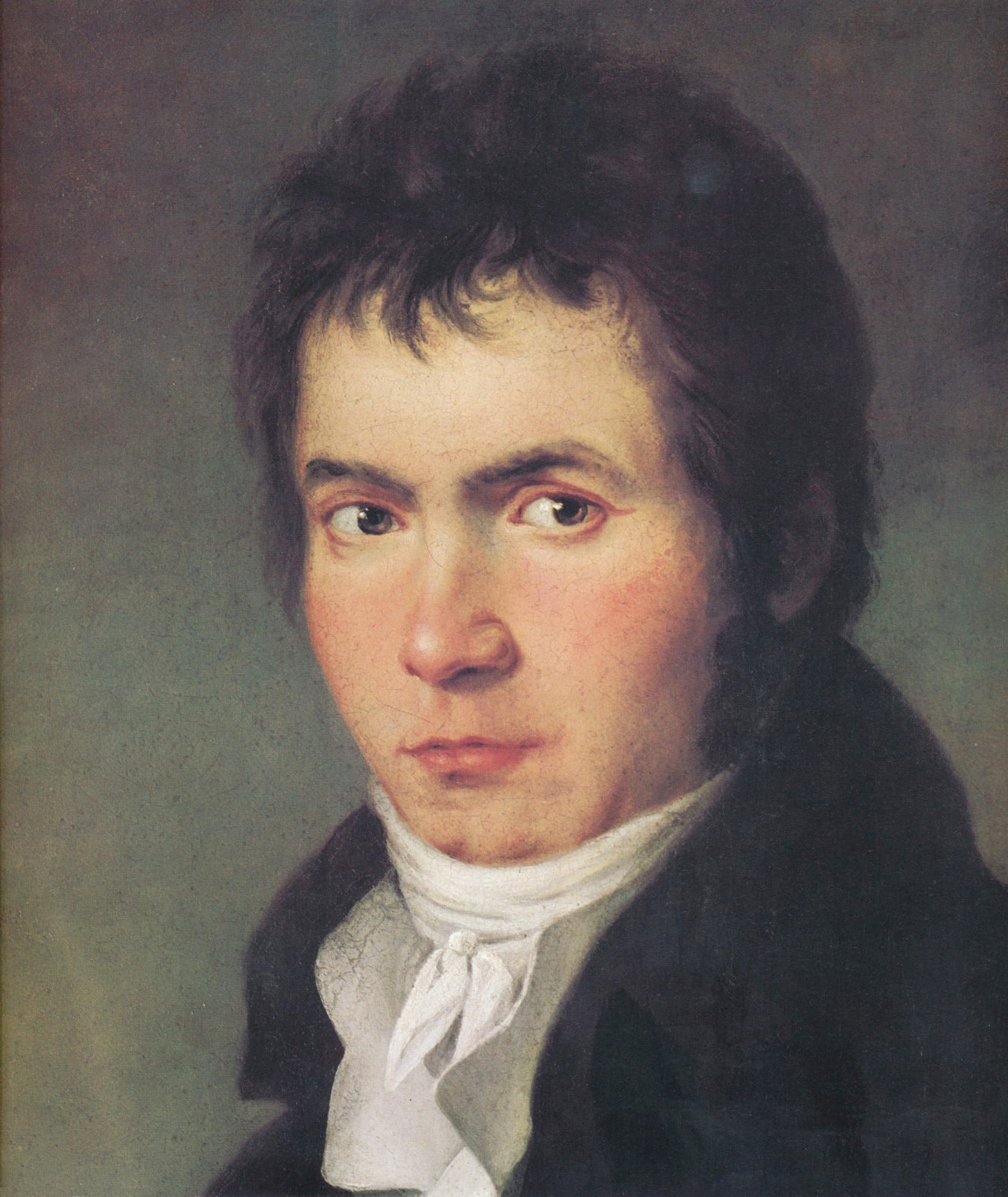
Ludwig van Beethoven ritratto nel 1804-1805 da Joseph Willibrord Mähler

Il concerto di Beethoven del 22 dicembre 1808 fu un concerto diretto da Ludwig van Beethoven al Theater an der Wien di Vienna tenuto per sovvenzionare lo stesso compositore attraverso l'esecuzione di sue opere: comprendeva le prime esecuzioni pubbliche della Quinta e della Sesta sinfonia, del Quarto Concerto per pianoforte e della Fantasia corale. Questo concerto, allora chiamato Akademie, si svolse in una sala molto fredda e durò per circa quattro ore. Gli interpreti furono un'orchestra, un coro, alcuni solisti vocali e lo stesso compositore partecipò come solista al pianoforte. Il biografo di Beethoven Barry Cooper si riferisce al concerto, in termini di contenuto, come il "più notevole" della carriera di Beethoven.

## Premesse
Le condizioni per l'esecuzione della musica sinfonica nella Vienna del 1808 non erano certo ottimali, come spiega Robert Kahn:
Anche un grande concerto pubblico poteva ricavare profitto solo dall'aristocrazia e dalla piccola borghesia della città, non più del 2,5 per cento dei 200.000-250.000 residenti di Vienna. Il prezzo standard per un biglietto di un concerto era di due Gulden... che era più di una settimana di stipendio per un operaio. I musicisti non potevano dare Akademien in estate, quando i nobili fuggivano dalla polvere e dal caldo di Vienna verso le loro tenute di campagna, e durante l'autunno e l'inverno i teatri erano dedicati alle prove e alle rappresentazioni delle opere, la forma di produzione musicale più di alto livello. L'unico periodo disponibile per le Akademien era durante l'Avvento e la Quaresima, quando le opere erano vietate. Durante queste sei settimane, la competizione per le sale era feroce e i direttori di teatro potevano rifiutare di concedere le serate a Beethoven per favorire alternative mediocri.

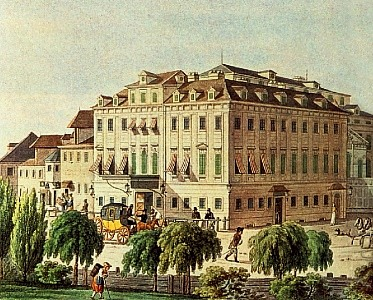
Il Theater an der Wien come appariva nel 1812. Il teatro esiste ancora ed è attivo oggi come una delle sedi principali per l'opera.

A Vienna i teatri erano o sponsorizzati dal governo (il Burgtheater e il Kärntnertortheater, entrambi nel centro di Vienna) o erano imprese private situate nei quartieri esterni della città. La sede scelta da Beethoven, il Theater an der Wien, rientrava in quest'ultima categoria. Era un edificio imponente, descritto come "il più riccamente attrezzato e uno dei più grandi teatri della sua epoca". Aveva aperto con ottime recensioni nel 1801; per esempio, l'Allgemeine musikalische Zeitung lo definì "il più comodo e soddisfacente di tutta la Germania" (che all'epoca significava "tutti i paesi di lingua tedesca"). Beethoven aveva già presentato in prima assoluta in questo teatro alcune delle sue opere più importanti (per un elenco vedi Theater an der Wien).
Durante il 1807 e il 1808 Beethoven aveva fornito le sue opere e servizi per una serie di concerti di beneficenza al Theater an der Wien. Il direttore del teatro, Joseph Hartl, alla fine permise a Beethoven di utilizzare la sede per il concerto del 22 dicembre 1808, che era a beneficio privato di Beethoven. Beethoven aveva esercitato pressioni per un concerto di beneficenza privato per molti mesi, in cambio della sua partecipazione agli altri concerti di beneficenza, e aveva espresso frustrazione per quella che percepiva essere una dilazione di Hartl sulla questione.
La Wiener Zeitung pubblicò un annuncio pubblicitario per il concerto il 17 dicembre 1808, etichettandolo come "Akademie musicale"; questo era il termine comune per un concerto di quel genere ai tempi di Beethoven.

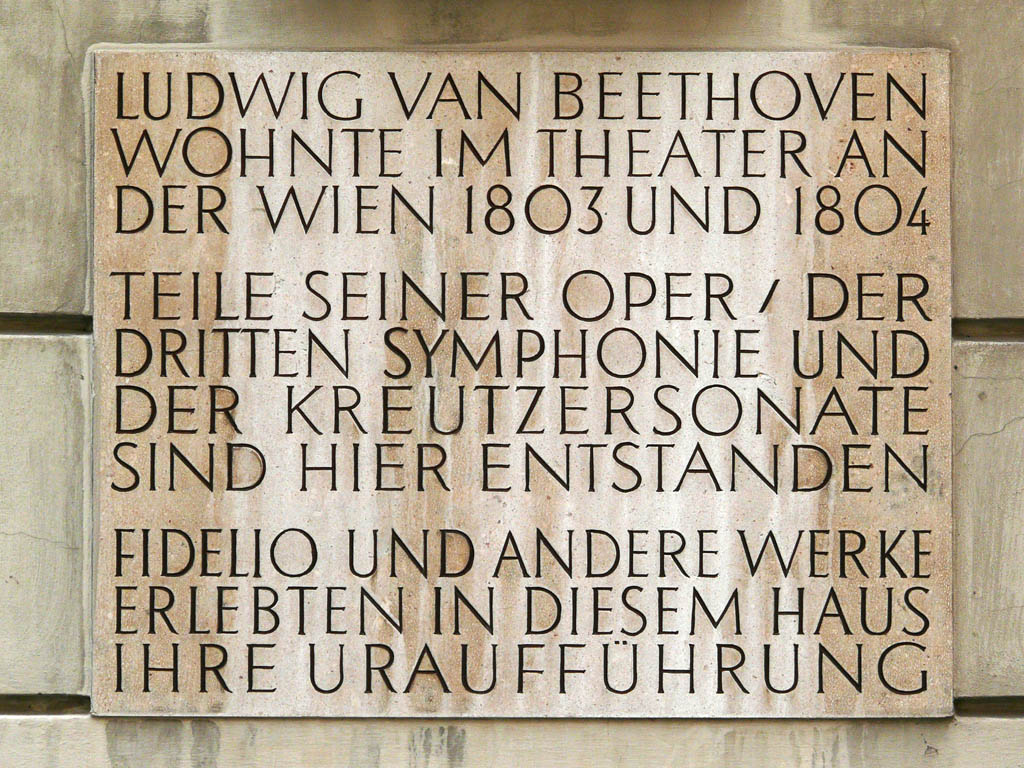
La targa commemorativa per Beethoven ora esposta sul muro esterno del Theater an der Wien. Il testo recita: "Ludwig van Beethoven visse al Theater an der Wien nel 1803 e nel 1804. Parti della sua opera, della Terza Sinfonia e della Sonata a Kreutzer furono scritte qui. Fidelio e altre sue opere hanno ricevuto la loro prima rappresentazione in questa sede."

## Programma
Il concerto iniziò alle 18:30 e durò circa quattro ore, con due sessioni separate da un intervallo. Il programma era il seguente:
| Parte 1                                                               | Parte 2                                                                        |
| --------------------------------------------------------------------- | ------------------------------------------------------------------------------ |
| Sinfonia n. 6 "Pastorale", op . 68                                    | Sinfonia n. 5, op. 67                                                          |
| Ah! perfido, aria da concerto per soprano solo e orchestra, op. 65    | Sanctus, dalla Messa in do maggiore, op. 86                                    |
| Gloria, dalla Messa in do maggiore per soli, coro e orchestra, op. 86 | Fantasia improvvisata per pianoforte solo                                      |
| Concerto per pianoforte n. 4, op. 58                                  | Fantasia corale per pianoforte solista, voci soliste, coro e orchestra, op. 80 |

Delle opere non in anteprima, "Ah! perfido" era stata composta nel 1796. La "Messa in do maggiore" era stata eseguita per la prima volta l'anno precedente a Eisenstadt sotto gli auspici del principe Esterházy. Secondo Sutton, la fantasia pianistica improvvisata è quella che fu successivamente trascritta e pubblicata come "Fantasia in sol minore", Op. 77 (1809).
La Fantasia corale fu l'ultima tra queste opere a essere composta; era stata finita appena in tempo per il concerto, lasciando insufficiente possibilità per le prove. Il suo ruolo nel concerto fu quello di pezzo ricapitolativo, riunendo pianista, coro e orchestra.
I due movimenti della "Messa in Do" non furono pubblicizzati come tali nel programma, a causa delle restrizioni all'esecuzione di musica sacra nei teatri.

Il programma, molto lungo per gli standard moderni, ai tempi di Beethoven era normale: così scrive infatti Lowe :
Nei decenni intorno al 1800 il numero e la varietà di brani di questo concerto non erano poi così insoliti. Ogni metà del programma di un concerto pubblico si apriva tipicamente con una sinfonia, seguita da un'aria o due, un concerto, eventualmente qualche pezzo di musica da camera e improvvisazioni per tastiera. Un'altra sinfonia, o almeno il finale di una, chiudeva di solito il concerto.
È quindi possibile che la difficoltà di questo concerto per gli ascoltatori derivasse piuttosto dalla necessità di ascoltare per la prima volta una lunga serie di opere così complesse e originali (vedi più avanti a proposito delle reazioni critiche), oltre che dal freddo.

## Organico
Costretto ad allestire il concerto in un periodo in cui erano in programma numerosi altri eventi, a Beethoven fu impossibile convocare un adeguato organico di strumentisti. In linea di principio, aveva accesso all'orchestra professionale del Theater an der Wien, ma molti dei suoi membri avevano un impegno conflittuale: la Tonkünstler-Societät, una società di beneficenza per le vedove e gli orfani di musicisti, stava organizzando una dei suoi quattro spettacoli annuali al Burgtheater. La Società generalmente richiedeva ai suoi membri di partecipare ai suoi concerti di beneficenza o altrimenti di pagare una multa; questo ridusse il numero di professionisti qualificati disponibili e musicisti dilettanti furono tenuti a colmare le carenze di interpreti. L'orchestra così a disposizione di Beethoven era un ensemble di dimensioni moderate, probabilmente nell'ordine di sei-otto primi violini. I concerti amatoriali e semi-professionali del periodo potevano vantare orchestre più grandi.
Beethoven fu il pianista per il concerto, la fantasia improvvisata e la fantasia corale . Mai più Beethoven sarebbe apparso come solista in un concerto per pianoforte: il suo udito già allora in declino lo avrebbe in seguito reso impossibile. I resoconti contemporanei descrivono Beethoven come il direttore d'orchestra; tuttavia, è possibile che Beethoven avesse solo una direzione limitata sull'orchestra e che l'orchestra si fosse rifiutata di provare sotto la sua direzione.

## Esecuzione

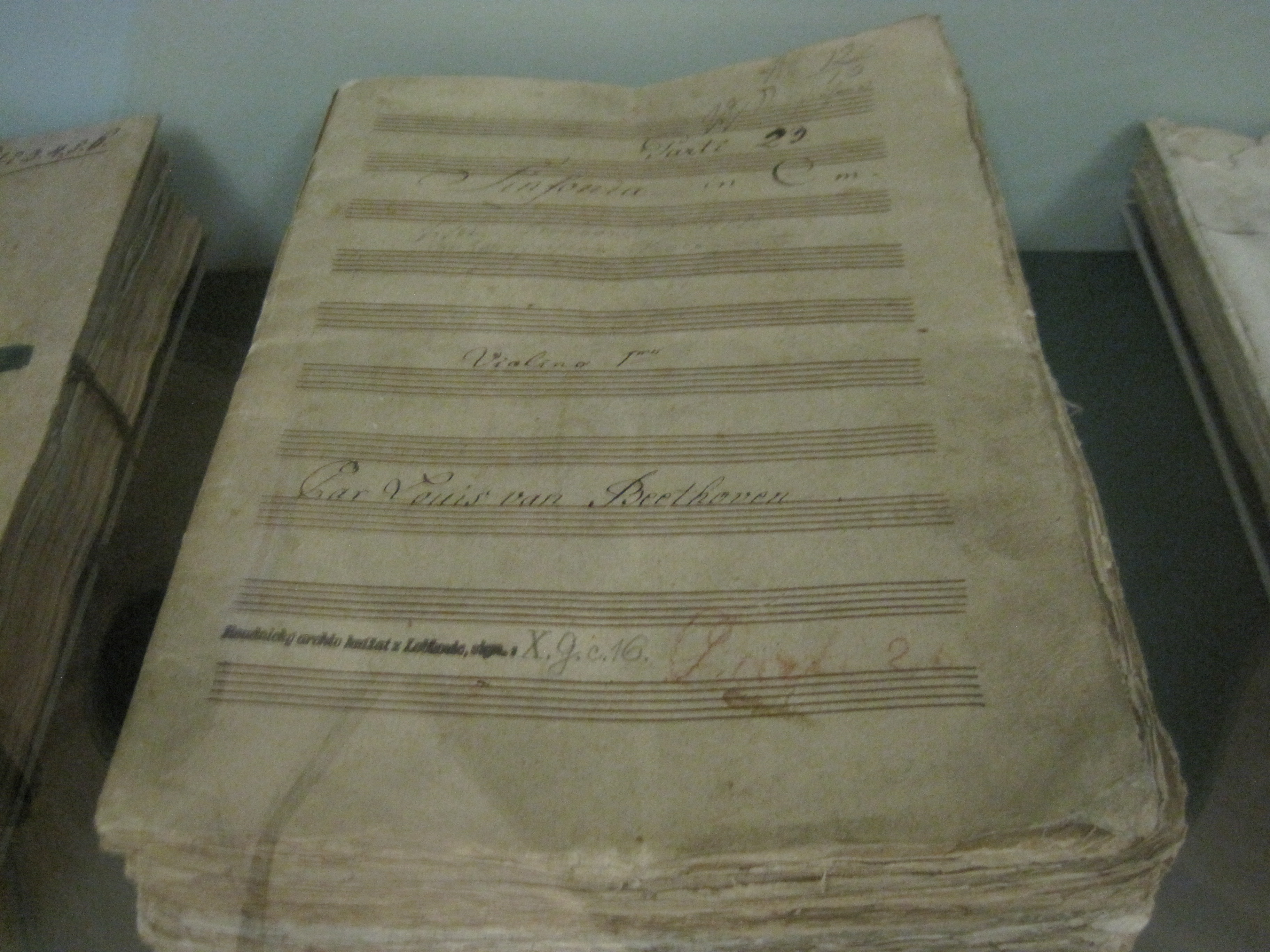
Le parti copiate a mano utilizzate per la prima della Quinta Sinfonia di Beethoven. Includono correzioni aggiunte a mano dal compositore e sono in mostra nel museo della famiglia Lobkowitz a Praga.

A detta di tutti, l'esecuzione fu di scarsa qualità. Una recensione prese di mira l'orchestra, affermando che "poteva essere considerata carente sotto tutti gli aspetti". La solista per l'aria Ah! perfido era un soprano adolescente inesperto e frettolosamente ingaggiato per il concerto dopo che Anna Milder, la prima scelta per il ruolo, si ritirò perché offesa da Beethoven. L'esibizione della giovane sostituta fu resa difficoltosa dalla paura del palcoscenico.
Un fattore di disagio per il pubblico fu il clima estremamente freddo.

Probabilmente il momento peggiore nell'esecuzione si verificò durante la Fantasia Corale, che non era stata sufficientemente provata; l'aderenza alla partitura a un certo punto venne meno, portando Beethoven a interrompere e riavviare il pezzo. Ignaz von Seyfried in seguito scrisse:
Quando il maestro propose la sua Fantasia orchestrale con coro, alla prova un po' frettolosa, con le parti vocali come al solito “umide”, con me dispose che la seconda variazione dovesse essere eseguita senza ripetizione. La sera, però, assorto nella sua creazione, dimenticò completamente le istruzioni ch’egli aveva dato, e ripeté la prima parte mentre l'orchestra accompagnava la seconda, cosa che suonava non del tutto edificante. Un po' troppo tardi il primo violino, Unrath, si accorse dell'errore, guardò sorpreso i suoi compagni smarriti, smise di suonare e gridò seccamente: "Daccapo!". Un po' dispiaciuto il violinista Anton Wranitzky chiese "Con le ripetizioni?". "Sì", fu la risposta, e poi la cosa filò dritta come una corda di violino.
Questa parte del racconto di Seyfried enfatizza l'ironia della situazione, ma ci furono anche alcune conseguenze negative per Beethoven. Seyfried continua: 
Lì sul momento [Beethoven] non intese di aver in qualche modo umiliato i musicisti. Pensò che fosse un dovere correggere l'errore fatto e che gli spettatori avevano il diritto di ascoltare tutto correttamente suonato, per i soldi che avevano pagato. Ma poi senza indugio e di tutto cuore chiese il perdono dell'orchestra per l'umiliazione a cui l'aveva sottoposta, e fu abbastanza onesto da diffondere lui stesso la storia e assumersi tutte le responsabilità per la propria sbadataggine. 

## Accoglienza della critica

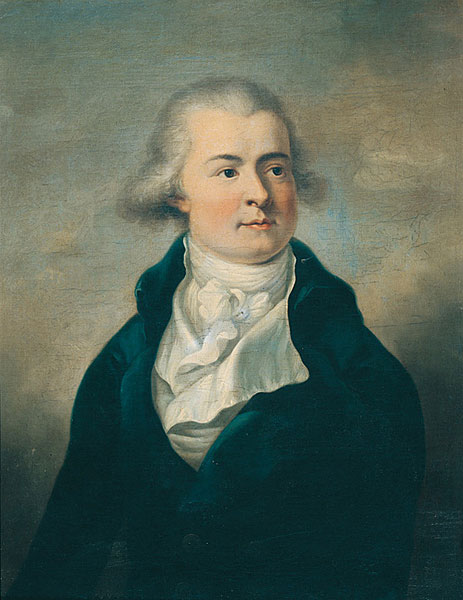
Il principe Joseph Franz von Lobkowitz, patrono di Beethoven e spettatore

In questa travagliata impresa Beethoven godette del vantaggio che molti tra il pubblico erano entusiasti sostenitori della sua musica e desiderosi di partecipare. Uno di questi era il compositore Johann Friedrich Reichardt, in visita a Vienna. In seguito egli scrisse (nelle sue Lettere personali scritte durante un viaggio a Vienna, 1810):
[25 dicembre 1808] La scorsa settimana, durante la quale i teatri erano chiusi, e le serate piene di concerti pubblici e di esibizioni musicali, mi ha procurato non poco imbarazzo nella mia ardente determinazione di sentire tutto. Ciò vale in particolare per il 22 [dicembre], quando i musicisti locali hanno dato la prima delle grandi esibizioni di questa stagione al Burgtheater per il loro fondo "vedove meritevoli" [Tonkünstler-Societät; vedi sopra], mentre lo stesso giorno Beethoven ha tenuto al grande teatro suburbano [il Theater an der Wien] un concerto a suo favore, nel quale sono state eseguite solo sue opere. A quest'ultimo non potevo neanche immaginare di mancare; quella mattina, di conseguenza, ho accettato con gratitudine il gentile invito del principe von Lobkowitz di raggiungerlo nel suo palco.

Il principe von Lobkowitz era un mecenate e sostenitore di Beethoven. Reichardt continua dicendo:
Siamo stati seduti lì, con il freddo più pungente, dalle sei e mezza alle dieci e mezzo, e abbiamo avuto conferma che anche di ciò che è buono – e ancor più di ciò che è vigoroso – si può facilmente averne abbastanza.
L'opinione di Reichardt fece eco a quella dell'Allgemeine musikalische Zeitung:
Il concerto provocò le ire del collega compositore Antonio Salieri, che era stato tra i maestri di Beethoven. Per lo stesso 22 dicembre Salieri organizzò il suo concerto annuale a beneficio di vedove e orfani, e minacciò di bandire qualsiasi musicista della Tonkünstler-Societät che avesse suonato nel concerto di Beethoven invece che al suo. Tuttavia, subito dopo il rapporto tra i due compositori migliorò.

## Risultati finanziari

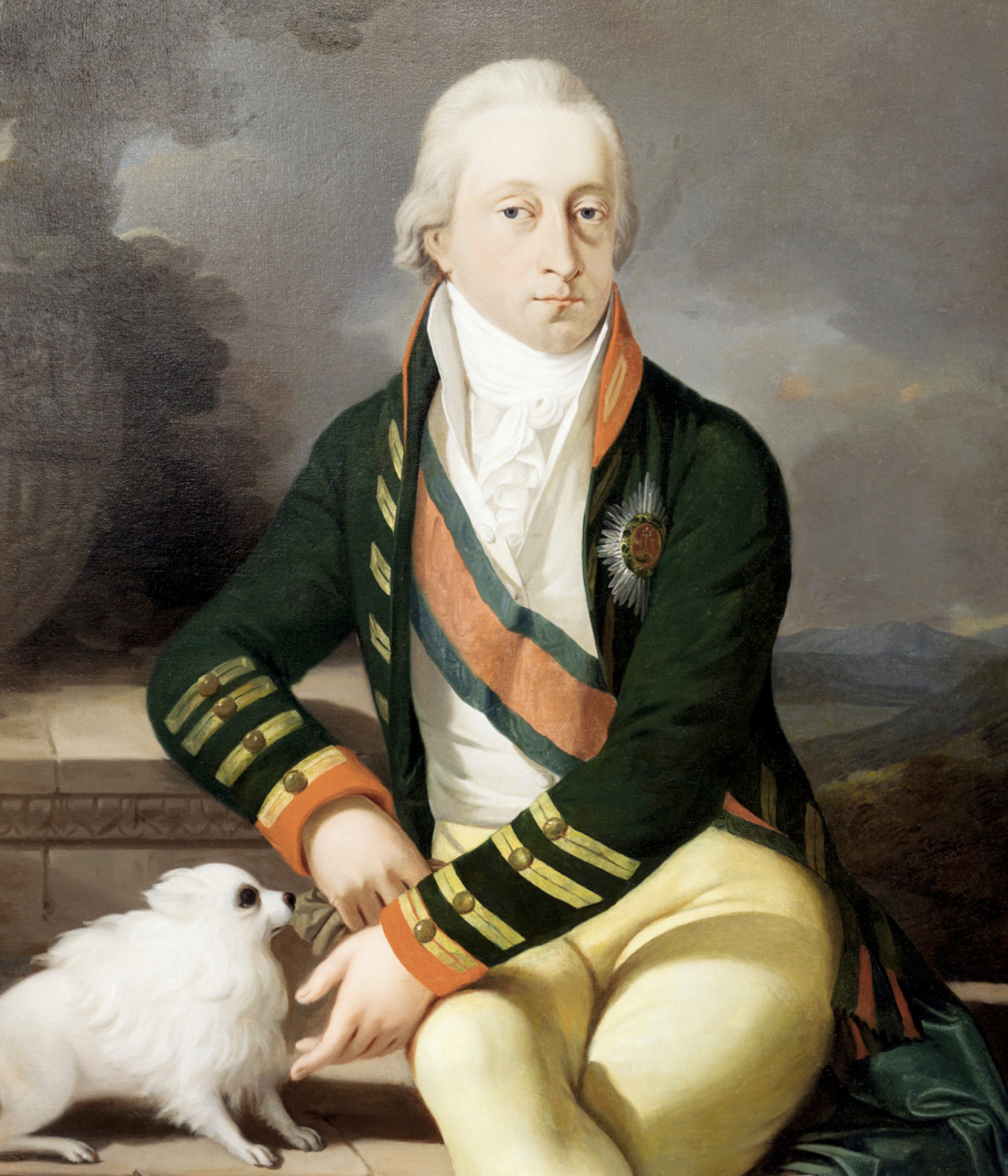
Nikolaus II Esterházy, che commissionò la Messa in do maggiore e sostenne finanziariamente il concerto di beneficenza del 22 dicembre. Ritratto di Josef Lanzedelli, 1803.

Il biografo di Beethoven Thayer scrive: "i risultati pecuniari di questo concerto per Beethoven non sono noti"; aggiungendo tuttavia che esiste un documento che indica che il principe Esterházy ordinò che "la somma di 100 fiorini fosse pagata a Beethoven a sostegno di questa Akademie musicale".

## Rievocazioni del concerto
La fama di questo concerto ha portato a riproposizioni moderne da parte di varie orchestre, come ad esempio:
- Orchestra Sinfonica del New Jersey (maggio 1986)[23]
- Historic Keyboard Society di Milwaukee (1994)[24]
- Orchestra Sinfonica di Baltimora (ottobre 1998)[25]
- Royal Scottish National Orchestra (agosto 2001)[26]
- Orchestra Sinfonica della Radio di Vienna (22 dicembre 2008)[27]
- Festival de Lanaudière (luglio 2012)[28]
- Orchestra Sinfonica di Melbourne (maggio 2015)[29]
- San Francisco Symphony (giugno 2015)[30]
- Orchestra Sinfonica Scozzese della BBC (ottobre 2016)[31]
- Royal Northern Sinfonia (10 giugno 2017)[32]
- University of the Pacific Symphony Orchestra e cori combinati (11 novembre 2017)
- Coro e Orchestra del Pfalztheater Kaiserslautern (aprile 2018)[33]
- Festival PianoEspoo (10 novembre 2019)[34]
- Vienna Symphony (11 gennaio 2020)[35]
- Welsh National Opera Orchestra e BBC National Orchestra of Wales (19 gennaio 2020)[36]
- Balthasar Neumann Ensemble & Chor (7 febbraio 2020, Dortmund;[37] e 9 febbraio 2020, Amburgo[38])
- Orchestra Sinfonica di Cincinnati (29 febbraio 2020 e 1 marzo 2020)[39]
- Philharmonia Orchestra (15 marzo 2020)[40]